# 美國股市
美國股市，簡稱美股，泛指美國紐約的證券交易所的股票市場，主要指標包括標準普爾500指數-S&P 500 Index (^GSPC)、道瓊斯工業平均指數-Dow Jones Industrial Average Index(^DJI)及納斯達克100指數 -NASDAQ Composite Index（^NASDAQ），其中以標準普爾500指數在現今最具代表性。美國股市主要有以下幾大交易市場：紐約股票交易所，美國證券交易所，納斯達克交易所。
美股夏令交易時間是香港時間晚上9時30分至翌晨4時，冬令是香港時間晚上10時30分至翌晨5時。